# لاسلطوية إسلامية

علم يرمز للاسلطوية الإسلامية

اللاسلطوية الإسلامية هي مصطلح يستخدم لتفسير الأفكار اللاسلطوية بين المسلمين التي تقوم على المفهوم الإسلامي القائم على التسليم لله وترفض أي دور لأي سلطة بشرية. الأفكار الأولية لهذه الحركة ظهرت فيما يعرف بالعهد اللاسلطوي المسلم الذي نشره المسلم البريطاني يعقوب إسلام في تموز 2005.[بحاجة لمصدر]

## النزعات اللاسلطوية في التاريخ الإسلامي
عبر التاريخ الإسلامي كان هناك نزعات لاسلطوية لدى أفراد أو مجموعات مسلمة، هذه النزعات لم تكن بالضرورة لاسلطوية بالمفهوم المعاصر ولكنها حملت أفكارا لاسلطوية تتعلق برفض الرأسمالية، رفض السلطة المركزية، المساواتية، والمعاداة لأشكال معينة من الحكم.[بحاجة لمصدر]

### الخوارج
الخوارج ليست حركة لاسلطوية ولكنها حملت نزعة رفض شكل معين للحكم، فكانت تيارا ثالثا في حرب علي بن أبي طالب مع معاوية بن أبي سفيان، وقد خرجوا عن قيادة الامام علي. وقال الخوارج إنه يمكن لأي مسلم أن يكون اماما للمسلمين. والفرقة النجدية منهم قالت إنه إذا لم يوجد من يناسبه منصب الامام يمكن تقاسم سلطاته.

### المعتزلة
يقول أبو بكر الأصم أحد شيوخ المعتزلة: «لو تكافَّ الناسُ عن التظالم لاستغنوا عن الإمام»، وهو قول يحمل نزعة لاسلطوية.

### شيخ بدر الدين
لم يكن شيخ بدر الدين لاسلطويا ولكنه كان ثوريا صوفيا ذي نزعات اشتراكية قاد ثورة ضد الامبراطورية العثمانية في 1416. اسمه الكامل هو شيخ بدر الدين محمد بن إسرائيل بن عبد العزيز. 
يعتبر اليوم من رموز اليسار التركي بسبب أفكاره الاشتراكية الثورية القائمة على العمل المباشر، الديمقراطية المباشرة، والتضامن الأممي والإنساني، والمساواة. 
يذكر المؤرخ التركي المعاصر إسماعيل حامي دنشمند في كتابه «موسوعة التاريخ العثماني» أن الشيخ بدر الدين قد وقع على فتوى تجرم خروجه على الدولة اعترافاً بسلطتها وأعدم بعدها في سوق مدينة سراز سنة 1420.

### خان عبد الغفار خان
خان عبد الغفار خان هو قائد روحي وسياسي بشتوني عرف بمعارضته اللاعنفية للحكم البريطاني للهند. هو مسلم لاعنفي وصديق مقرب من المهاتما غاندي. قامت الفلسفة الإسلامية اللاعنفية له على اللاسلطوية العنفية المستوحاة من هنري ثوريو وليو تولستوي. 

## الوجوه المعاصرة

### حكيم باي
حكيم باي وهو لاسلطوي متصوف وعضو في كنيسة موريش الأرثوذكسية. يعرف بمفهومه عن الشبكات المستقلة المؤقتة. كتب عن الحركات التي اعتبرها مهرطقة في التاريخ الإسلامي، يوتوبيا القراصنة، ومفهوم امامة الفرد على ذاته.

### يعقوب إسلام
هو مسلم بريطاني نشر عهد اللاسلطوي المسلم الذي يقوم على مجموعة أفكار ونشاطات لاسلطوية وفقا للتوجهات الإسلامية، كالايمان بالله، والنبي محمد، والروح البشرية، ولكنه يرى أن الطريق الروحي للمسلم لا يمكن تحقيقها إلا عبر التجرد من السلطة بكل أشكالها، القضائية، الدينية، الاجتماعية والسياسية.

## أفكار اللاسلطوية الإسلامية
رغم أن الإسلام دين منظم، لكن وفقا للرؤية اللاسلطوية الإسلامية هناك ما يجمع بينهما فيما يتعلق بالملكية، الاحترام الاجتماعي، الاضطهاد والعنف. الفكر اللاسلطوي عموما يهدف لمجتمع يقوم على التجمع الحر للأفراد الأحرار، غياب الدولة وأي شكل اضطهادي، إسقاط الرأسمالية والملكية بالمفهوم الرأسمالي، والتركيز على التعاون والمعونة المتبادلة. ويرى اللاسلطويون المسلمون أن هذه الأفكار هي مشتركة بين الإسلام واللاسلطوية. 

### قضية الملكية
وفقا للاسلطوية الإسلامية فإن كل شيء على الأرض يعود لله وحده، والناس فقط مؤتمنين على إدارته واستثمار موارد الأرض. لذا فإنها ترفض الرؤية الرأسمالية للملكية القائمة كما يقولون على الاستغلال والاستعباد. 

كما تنظر لموضوع الملكية من ناحية بيئية لذا تقول بأن النبات والحيوانات التي هي مخلوقات الله يجب أن لا تستهلك إلا عند الضرورة القصوى. كما يرفض هذا الفكر الربا، بما في ذلك الفائدة على القروض والفائدة المبالغة في التجارة. 

### الاشتراكية اللاسلطوية
ترى اللاسلطوية الإسلامية ضرورة إعادة توزيع الثروة ويرفضون تراكم الثروة في أيدي القلة. كما أنها تدعم تشكيل مجتمعات تقوم على المعونة المتبادلة والصلات الاجتماعية الوثيقة وعلى رفض القوانين الرأسمالية للعمل حيث يباع العمل ويشترى كسلعة لذا فإنها تدعم بناء المجتمعات وفقا للرؤى الاشتراكية اللاسلطوية. 

من خصائص الاشتراكية اللاسلطوية أيضا، رفضها للهرمية الدينية. حيث ترفض وجود مؤسسة دينية منظمة وترى أن الإمامة تعني دراسة الإسلام والمعرفة به، ولكن دور الأئمة هو النصح لا الحكم، وتنطلق في هذا من مبدأ التسليم لله لا رجال الدين. كذلك تقول اللاسلطوية الإسلامية بالأخوة بين كل البشر رجالا ونساء. 

### قضية العنف
بعكس اللاسلطوية المسيحية التي ترفض العنف كليا، فإن اللاسلطوية الإسلامية تقول بأن العنف يستخدم فقط للدفاع عن النفس، كما ترفض التوسع العسكري والإكراه الفكري لذا فإنها تؤمن بمبدأ لا اكراه في الدين حيث تقول يجب بالحرية الدينية فترفض أحكاما فحكم الردّة. 
كما أنها ترفض الاضطهاد بكافة أشكاله لذلك ترفض وجود الدولة من الأساس، وتقول أنها تريد مجتمعا لاسلطويا لاطبقي ولا دولتي.

## العهد اللاسلطوي المسلم
هو أشبه باعلان مبادئ كتبه اللاسلطوي يعقوب إسلام، يبدأ العهد بقول للاسلطوي إيريكو مالاتيستا: «بالروح اللاسلطوية إنني أقصد العاطفة الإنسانية العميقة، التي تريد الخير للجميع، الحريو والعدالة للجميع، التضامن والحب بين الناس، والتي ليست خصائص حصرية فقط باللاسلطوي، ولكنها تلهم الناس الذين يملكون قلبا سمحا وفكرا منفتحا». 
ثم يعلن العهد مبادئ اللاسلطوية الإسلامية وهي: 
- لا اله الا الله ومحمد رسوله ونبيه؛
- الهدف من الحياة هو إنشاء علاقات المحبة تقوم على الارتباط مع آيات الله الموجودة في الوحي، الخلق، والفكر والقلب البشري؛
- الالتزام الصادق في التعلم بكافة أشكاله بما في ذلك التجريبي الذي ينعكس على الحياة السياسية، الثقافية، الدينية، الاجتماعية...
- السعي الدائم لتحقيق العدالة وإنشاء مجتمعات تقوم على التطور الثقافي السلمي خالية من الطمع والسلطة والجهل.
- الألفة بين الناس من كافة الثقافات الدينية والفكرية حيث تفهم وتعرف الاختلافات والتشابهات دون هجاء أو انقسام أو سخرية...
- رفض العنف والإكراه السياسي، العنصرية والإجحاف بما في ذلك التمييز الديني والجنسي

## نقد اللاسلطوية الإسلامية
يقول أنصار اللاسلطوية الإسلامية أن مبادئ اللاسلطوية تتفق مع الدين الإسلامي. ولكن هناك نقد حاد للاسلطوية الإسلامية من قبل الحركات والمجموعات الإسلامية. 

### النقد الأول
رفض فكرة التخلص من الدولة وكون الدين اعتقاد شخصي فيرون أن هذا مخالف للشرائع الإسلامية مستذكرين آيات من القرآن وأحاديث من السنة هي: (يا أيها الذين امنوا أطيعوا الله وأطيعوا الرسول وأولي الأمر منكم فان تنازعتم في شيء فردوه إلى الله والرسول إن كنتم تؤمنون بالله واليوم الآخر ذلك خير وأحسن تأويلا)  التي يرون أنها تتطلب وجود دولة وحاكم سياسي وكذلك في قول نبي الإسلام محمد (لا طاعة لمخلوق في معصية الخالق)، وكذلك في مسألة اتخاذ القرارات التي تتخذ عن طرق الشورى (وَالَّذِينَ اسْتَجَابُوا لِرَبِّهِمْ وَأَقَامُوا الصَّلاةَ وَأَمْرُهُمْ شُورَى بَيْنَهُمْ وَمِمَّا رَزَقْنَاهُمْ يُنفِقُونَ).

### النقد الثاني
عدم تحبيذ اللاسلطوية الإسلامية للعمل التجاري الذي ترى بأنه يؤدي إلى الاستغلال، بينما يرى المنتقدون أن التجارة محللة بالإسلام في آيات (الَّذِينَ يَأْكُلُونَ الرِّبا لا يَقُومُونَ إِلاَّ كَمَا يَقُومُ الَّذِي يَتَخَبَّطُهُ الشَّيْطَانُ مِنَ الْمَسِّ ذَلِكَ بِأَنَّهُمْ قَالُوا إِنَّمَا الْبَيْعُ مِثْلُ الرِّبا وَأَحَلَّ اللَّهُ الْبَيْعَ وَحَرَّمَ الرِّبا فَمَنْ جَاءَهُ مَوْعِظَةٌ مِنْ رَبِّهِ فَانْتَهَى فَلَهُ مَا سَلَفَ وَأَمْرُهُ إِلَى اللَّهِ وَمَنْ عَادَ فَأُولَئِكَ أَصْحَابُ النَّارِ هُمْ فِيهَا خَالِدُونَ)، وفي آية (أَهُمْ يَقْسِمُونَ رَحْمَتَ رَبِّكَ نَحْنُ قَسَمْنَا بَيْنَهُم مَّعِيشَتَهُمْ فِي الْحَيَاةِ الدُّنْيَا وَرَفَعْنَا بَعْضَهُمْ فَوْقَ بَعْضٍ دَرَجَاتٍ لِيَتَّخِذَ بَعْضُهُم بَعْضًا سُخْرِيًّا وَرَحْمَتُ رَبِّكَ خَيْرٌ مِّمَّا يَجْمَعُونَ)

### النقد الثالث
النقد الثالث موجه لعلمانية اللاسلطوية الإسلامية التي تعتبر أن الدين هو اعتقاد شخصي وتؤكد على الحرية الدينية، أما المنتقدون يرفضون هذه الفكرة ويرون أن الدين الإسلامي دين سياسي ويرون أن هذا يعني إلغاء الإسلام.

## وصلات خارجية
- دراسة «لاسلطويين مسلمين خلال القرن التاسع الميلادي» - منشورات جامعة أوكسفورد (بالإنجليزية)